# Наха
На́ха (яп. 那覇市 Наха-си) — центральный город, административный центр и крупнейший город префектуры Окинава Японии. Расположен в южной части острова Окинава, на побережье Восточно-Китайского моря.
Площадь города составляет 39,24 км², население — 318 183 человека (1 августа 2014), плотность населения — 8108,64 чел./км².
Наха является политическим, экономическим и культурным центром префектуры Окинава.

## История
В XIV—XIX веках на территории города располагался замок Сюри, являвшийся столицей государства Рюкю. В 1879 году Япония аннексировала Рюкю, присоединив его к префектуре Кагосима. Позднее была образована префектура Окинава. 20 мая 1921 года на территории Сюри и ещё четырёх муниципалитетов бывшего королевства был основан город Наха, ставший столицей новой префектуры.
Во время Второй мировой войны, при битве за Окинаву, город был почти полностью разрушен. В том числе была сильно повреждена историческая часть города и замок Сюри, входящий в список всемирного наследия ЮНЕСКО.

## Население
Население города составляет 318 183 человека (1 августа 2014), а плотность — 8108,64 чел./км². Изменение численности населения с 1980 по 2005 годы:
| 1980 | 295 778 чел. |  |
| 1985 | 303 674 чел. |  |
| 1990 | 304 836 чел. |  |
| 1995 | 301 890 чел. |  |
| 2000 | 301 032 чел. |  |
| 2005 | 312 393 чел. |  |

## Климат
В Нахе субтропический муссонный климат (Cfa) с сильным влиянием субэкваториального, с жарким влажным летом, тёплыми «зимами» и низкой годовой амплитудой среднемесячных температур. Средняя дневная температура июля (самого жаркого месяца года) чуть выше 31 °C, ночная — около 26 °C.
В январе — феврале дневная температура колеблется в районе 19 °C, ночная — около 14 °C. На каждый квадратный метр города ежегодно выпадает более 2 м дождя.
| Показатель                             | Янв. | Фев. | Март | Апр. | Май  | Июнь | Июль | Авг. | Сен. | Окт. | Нояб. | Дек. | Год  |
| -------------------------------------- | ---- | ---- | ---- | ---- | ---- | ---- | ---- | ---- | ---- | ---- | ----- | ---- | ---- |
| Абсолютный максимум, °C                | 26,8 | 26,6 | 28,2 | 29,7 | 31,6 | 34,1 | 35,0 | 35,6 | 34,6 | 32,8 | 30,8  | 27,8 | 35,6 |
| Средний максимум, °C                   | 19,1 | 19,2 | 21,3 | 24,0 | 26,4 | 29,2 | 31,3 | 30,9 | 29,9 | 27,5 | 24,2  | 20,9 | 25,3 |
| Средняя температура, °C                | 16,6 | 16,6 | 18,6 | 21,3 | 23,8 | 26,6 | 28,5 | 28,2 | 27,2 | 24,9 | 21,7  | 18,4 | 22,7 |
| Средний минимум, °C                    | 14,3 | 14,3 | 16,2 | 18,9 | 21,5 | 24,6 | 26,4 | 26,1 | 25,1 | 22,7 | 19,5  | 16,1 | 20,5 |
| Абсолютный минимум, °C                 | 6,6  | 6,6  | 7,2  | 9,8  | 13,6 | 15,4 | 21,0 | 20,7 | 18,5 | 14,8 | 12,2  | 7,2  | 6,6  |
| Норма осадков, мм                      | 115  | 125  | 160  | 181  | 234  | 212  | 176  | 247  | 200  | 163  | 124   | 101  | 2037 |
| Источник: Japan Meteorological Agency. |      |      |      |      |      |      |      |      |      |      |       |      |      |

## География
Наха расположена на юго-западе острова. Через неё протекает река Кокуба, впадающая в гавань Наха.

## Экономика
Наха является экономическим центром префектуры. В городской экономике преобладают туризм, розничная торговля и сфера услуг. Штаб-квартиры крупнейших банков Окинавы: Банк Рюккю, Банк Окинавы и Окинава Кайхо банк - находятся в Нахе. У Банка Японии, Банка Мидзухо, банка Сёко Тюкин и Japan Post Bank также присутствуют филиалы в Нахе. Крупные международные страховые компании имеют колл-центры, расположенные в городе.
Аэропорт Наха является крупным транспортным узлом региона, а штаб-квартиры Japan Transocean Air и Ryukyu Air Commuter, дочерних компаний Japan Airlines, находятся в Нахе.

## Культура
- Художественный музей префектуры Окинава

## Транспорт

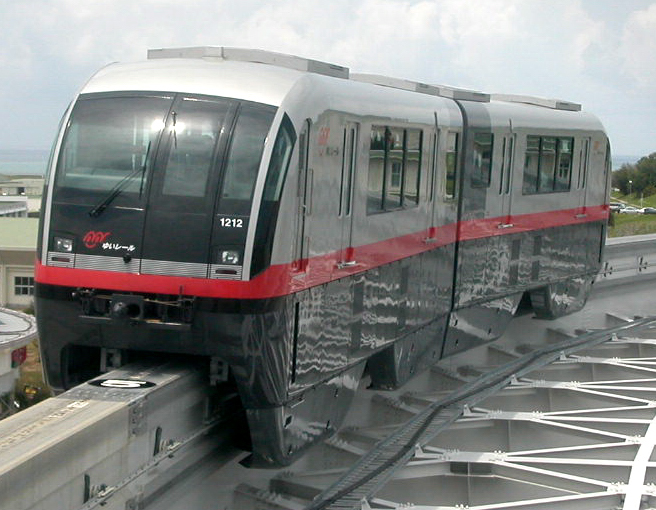
Городской монорельс

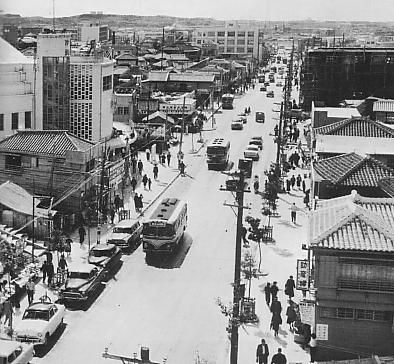
Улица Кокусаи-дори в Нахе. Ранние 1950-е годы, до перехода Окинавы на левостороннее движение

Наха является важнейшим транспортным узлом Окинавы. Здесь расположены международный аэропорт и морской порт, связывающие город с остальными островами архипелага Рюкю и всей Японией. Внутригородской транспорт представлен автобусным сообщением и монорельсовой дорогой, насчитывающей 15 станций и являющейся основной транспортной системой города.

## Города-побратимы
Наха имеет пять городов-побратимов, два из которых расположены в других префектурах Японии:
- Фучжоу, Китай (1981);
- Гонолулу, США (1961);
- Кавасаки, Канагава (1996);
- Нитинан, Миядзаки (1969);
- Сан-Висенти, Бразилия (1978).